# 養老町立養老小学校
養老町立養老小学校（ようろうちょうりつ ようろうしょうがっこう）は、岐阜県養老郡養老町石畑にある公立小学校。

## 通学区域
- 通学区域は高田、押越、烏江、高田馬場町、竜泉寺、上方、明徳、五日市、石畑、養老、養老公園、高林、京ヶ脇、勢至、柏尾、沢田、桜井、鷲巣の一部、泉町、三神町、滝見町、直江の一部（牧田川以南）であり、公立中学校の進学先は養老町立高田中学校である[1]。

## 沿革
- 1965年（昭和40年）9月　-　養老南小学校、養老北小学校を統合、養老小学校として開校し現地に校舎を建築
- 1967年（昭和42年）4月　-　高田小学校を統合
- 1969年（昭和44年）4月　-　廃校となった多芸小学校鉱区の一部（三神、泉、南直江）を統合、校舎竣工、屋内体育館竣工式
- 1971年（昭和46年）8月　-　プール完成
- 1976年（昭和51年）
  - 3月　-　ひょうたん山完成（PTA作業）
  - 6月　-　運動場芝生張り工事完成
- 1978年（昭和53年）11月　-　完全統合10周年記念式典
- 1981年（昭和56年）10月　-　楽焼室完成
- 1982年（昭和57年）4月　-　言語学級「ことばの教室」開設
- 1983年（昭和58年）11月　-　文部省指定同和教育の研究発表
- 1984年（昭和59年）
  - 4月　-　江月地区が分離し、養北小学校へ
  - 6月　-　養老小スクールバス開設
- 1985年（昭和60年）3月　-　新校舎増築（特殊、視聴覚室、図書室）
- 1986年（昭和61年）11月　-　県教委・町教委指定特殊教育の研究発表
- 1988年（昭和63年）3月　-　中国江西省南昌市南昌師範付属小学校と姉妹校提携
- 1989年（平成元年）
  - 3月　-　中国江西省南昌市教育視察団　養老小学校へ表敬訪問 
  - 11月　-　町指定同和教育の研究発表 
  - 12月　-　日中少年教育交流団として8日間、児童代表１２名訪中 （南昌師範付属小より招請）
- 1990年（平成2年）
  - 3月　-　日中友好記念碑建設 
  - 11月　-　中国江西省南昌市南昌師範付属小学校師生訪日団来校 （この後、H6・H１０にそれぞれ訪日）
- 1991年（平成3年）
  - 8月　-　第二次日中教育交流団として10日間、児童代表6名（他校6名）訪中 （この後、H5・H8・H9・H12にそれぞれ訪中） 
  - 11月　-　町指定同和教育の研究発表
- 1994年（平成6年）
  - 3月　-　東海三県学校図書館コンクール奨励賞受賞 
  - 6月　-　大規模校舎改修工事開始（〜H9）
  - 12月　-　手のひら文庫、県読書感想文コンクール優良校受賞
- 1995年（平成7年）3月　-　東海三県学校図書館コンクール西濃教育事務所長賞受賞、カンカアート入賞、車椅子を購入し町社会福祉協議会へ寄贈
- 1996年（平成8年）3月　-　オペレッタ「養老物語」創作上演
- 1997年（平成9年）8月　-　国内教育交流事業として４日間、北海道白老町を児童代表６名訪問 （この後、H10・H12とそれぞれ訪問）
- 1998年（平成10年）
  - 10月　-　厨房棟全面改修工事開始 
  - 11月　-　県教委個性化教育実践推進事業発表
- 1999年（平成11年）10月　-　動場スプリングクラー設置
- 2000年（平成12年）11月　-　町指定同和教育の研究発表
- 2001年（平成13年）3月　-　屋内体育館大改修
- 2003年（平成15年）
  - 6月　-　FBC花壇コンクール県審査中日賞受賞
  - 10月　-　町指定特色ある学校教育推進事業の研究発表
- 2004年（平成16年）
  - 1月　-　プール改修工事開始 
  - 10月　-　町指定特色ある学校教育推進事業の研究発表
- 2005年（平成17年）
  - 1月　-　プール機械室大改修・洗顔・シャワーを上水道に連結工事完成
  - 6月　-　地域安全ふれあいサポーター発足
  - 7月　-　養老郡PTA大会にて養老小PTA発表
- 2006年（平成18年）
  - 1月　-　第6回「家族・愛の詩」発表会にて5年生が詩の朗読発表 
  - 2月　-　県読書郵便コンテストにて、日本郵政公社東海支社長賞並学校賞受賞 
  - 9月　-　養老町社会福祉大会にて活動内容発表、新パソコン20台設置
  - 10月　-　全国植樹祭記念植樹　苗6本植樹 
  - 12月　-　養老綱引き大会　男女アベック優勝
- 2007年（平成19年）
  - 3月　-　児童玄関前上水道修繕完了
  - 4月　-　平成19年度研修校の指定を受ける 
  - 11月　-　創立40周年記念事業実施
- 2008年（平成20年）12月　-　手のひら文庫、県読書感想文コンクール奨励校受賞
- 2009年（平成21年）
  - 2月　-　岐阜県人権同和教育協議会「ひびきあい賞」受賞
  - 3月　-　西濃地区学校図書館教育賞読書習慣・読書活動・司書活動賞優秀賞受賞　ひょうたん山改修、完成
  - 11月　-　南舎耐震工事完了
- 2010年（平成22年）
  - 2月　-　岐阜県人権同和教育協議会「ひびきあい賞」受賞
  - 10月　-　養老町人権同和教育公表会で研究発表
  - 11月　-　北舎耐震工事完了
- 2011年（平成23年）
  - 6月　-　ボランティア活動「きらめき隊」活動開始
  - 10月　-　体育館耐震工事完了　西門・駐車場整備工事完了　厨房棟東駐車場整備工事完了
- 2012年（平成24年）12月　-　児童会開催により、「きらめき宣言」制定

## 教育目標
なかよく力を合わせたくましく生きる子
　　ひとりひとりの人権を大切にし、よさを認め合い、「みんななかよし」の学校をめざしている。校舎にこの教育目標が掲げられている。

## 所在地
〒503-1251　岐阜県養老郡養老町石畑660番地

## 校章
校章は、「養」と「老」の二文字を中央に、周りをたで科 植物「藍（あい）」の葉と実を配してデザイン化したものである。昔（戦後まもなくの頃まで）は、藍が校区の一地域に多数自生し、「青は藍より出でて、藍より青し＝出藍の誉れ」の意味が込められている。

## 通学路危険個所
| 番号 | 路線名                 | 箇 所                        | 現 状 | 対策方法（警察） | 対策方法（道路管理者）                    | 対策方法（学校） |
| １   | 県道養老垂井線         | 三神町 丸明の東側道路        | 歩道が狭い。駐車場からの出入りが多く危険である。                                                                              |                  | カラー舗装（県） 学童多し等看板設置（町） | 学童への指導等   |
| ２   | 町道高田６号線         | 協進町 町営住宅南側道路      | 交通量が多く横断が危険である。                                                                                                | 規制表示の修繕等 | 注意喚起を促す看板の設置                  |                  |
| ３   | 県道南濃関ヶ原線       | 石畑交差点～養老公園東交差点 | 現在、この区間内に歩道がなく、通学路として利用するには危険である。                                                            |                  | 歩道の設置（県）                          |                  |
| ４   | 県５６号線南濃関ヶ原線 | 石畑交差点                   | 養老平田線から南濃関ヶ原線へ向かう箇所において一部歩道がない。 石畑の交差点は、恒常的に大型車両の交通量が多く大変危険である。 |                  | （県）交差点改良、歩道整備                |                  |

| 番号 | 路線名       | 箇 所                | 現 状                                                           | 対応状況                                                                                      |
| １   | 町道高田６号 | 養老町高田４８０付近 | 交通量多い。 児童の横断が危険。                                 | 横断歩道設置（要望中） 地区住民・育成会代表者・区長により要望書が提出され町にお願いしている。 |
| ２   | 町道         | 養老町高田６３０付近 | 交通量多い。 高田中学校の自転車通学者と重なると待避場所がない。 | 地域の生活道路でもあるため、安全確保の方法については町へ要望、相談をお願いしている            |